# Temporada da NFL de 1995
A Temporada de 1995 da NFL foi a 76ª temporada regular da National Football League. Nessa temporada, a liga passou a ser composta por 30 times, com a entrada do Carolina Panthers e do Jacksonville Jaguars.
Outra mudança nesse ano foi a transferência dos dois times de Los Angeles - Rams e Raiders -, para Saint Louis e Oakland, respectivamente. É interessante observar que, desde a saída desses times, a maior cidade da Califórnia ficou sem representação na principal liga de futebol americano do país.
A temporada terminaria com o Dallas Cowboys se consegrando campeão, ao bater o Pittsburgh Steelers, no Super Bowl XXX.

## Classificação
V = Vitórias, D = Derrotas, E = Empates, PCT = porcentagem de vitórias, PF= Pontos feitos, PS = Pontos sofridos
Classificados para os playoff estão marcados em verde
| AFC East                |    |    |   |      |     |     |
| Time                    | V  | D  | E | PCT  | PF  | PA  |
| (3) Buffalo Bills       | 10 | 6  | 0 | .625 | 350 | 335 |
| (5) Indianapolis Colts  | 9  | 7  | 0 | .563 | 331 | 316 |
| (6) Miami Dolphins      | 9  | 7  | 0 | .563 | 398 | 332 |
| New England Patriots    | 6  | 10 | 0 | .375 | 294 | 377 |
| New York Jets           | 3  | 13 | 0 | .188 | 233 | 384 |
| AFC Central             |    |    |   |      |     |     |
| Time                    | V  | D  | E | PCT  | PF  | PA  |
| (2) Pittsburgh Steelers | 11 | 5  | 0 | .688 | 407 | 327 |
| Cincinnati Bengals      | 7  | 9  | 0 | .438 | 349 | 374 |
| Houston Oilers          | 7  | 9  | 0 | .438 | 348 | 324 |
| Cleveland Browns        | 5  | 11 | 0 | .313 | 289 | 356 |
| Jacksonville Jaguars    | 4  | 12 | 0 | .250 | 275 | 404 |
| AFC West                |    |    |   |      |     |     |
| Time                    | V  | D  | E | PCT  | PF  | PA  |
| (1) Kansas City Chiefs  | 13 | 3  | 0 | .813 | 358 | 241 |
| (4) San Diego Chargers  | 9  | 7  | 0 | .563 | 321 | 323 |
| Seattle Seahawks        | 8  | 8  | 0 | .500 | 363 | 366 |
| Denver Broncos          | 8  | 8  | 0 | .500 | 388 | 345 |
| Oakland Raiders         | 8  | 8  | 0 | .500 | 348 | 332 |

| NFC East                |    |    |   |      |     |     |
| Time                    | V  | D  | E | PCT  | PF  | PA  |
| (1) Dallas Cowboys      | 12 | 4  | 0 | .750 | 435 | 291 |
| (4) Philadelphia Eagles | 10 | 6  | 0 | .625 | 318 | 338 |
| Washington Redskins     | 6  | 10 | 0 | .375 | 326 | 359 |
| New York Giants         | 5  | 11 | 0 | .313 | 290 | 340 |
| Arizona Cardinals       | 4  | 12 | 0 | .250 | 275 | 422 |
| NFC Central             |    |    |   |      |     |     |
| Time                    | V  | D  | E | PCT  | PF  | PA  |
| (3) Green Bay Packers   | 11 | 5  | 0 | .688 | 404 | 314 |
| (5) Detroit Lions       | 10 | 6  | 0 | .625 | 436 | 336 |
| Chicago Bears           | 9  | 7  | 0 | .563 | 392 | 360 |
| Minnesota Vikings       | 8  | 8  | 0 | .500 | 412 | 385 |
| Tampa Bay Buccaneers    | 7  | 9  | 0 | .438 | 238 | 335 |
| NFC West                |    |    |   |      |     |     |
| Time                    | V  | D  | E | PCT  | PF  | PA  |
| (2) San Francisco 49ers | 11 | 5  | 0 | .688 | 457 | 258 |
| (6) Atlanta Falcons     | 9  | 7  | 0 | .563 | 362 | 349 |
| St. Louis Rams          | 7  | 9  | 0 | .438 | 309 | 418 |
| Carolina Panthers       | 7  | 9  | 0 | .438 | 289 | 325 |
| New Orleans Saints      | 7  | 9  | 0 | .438 | 319 | 348 |

### Desempates
- Indianapolis terminou à frente do Miami na AFC East pela vantagem em confrontos diretos (2–0).
- San Diego foi o primeiro AFC Wild Card por causa da sua vitória no confronto direto com o Indianapolis (1–0).
- Cincinnati ficou na frente do Houston na AFC Central por ter tido um melhor retrospecto dentro da divisão (4–4 contra 3–5 do Oilers).
- Seattle passou Denver e Oakland na AFC West devido ao melhor desempenho nos confrontos diretos (3–1 contra 2–2 e 1–3 de Broncos e Raiders, respecitavamente).
- Denver terminou à frente do Oakland na AFC West graças às vitórias no confronto direto (2–0).
- Philadelphia foi o primeiro NFC Wild Card em detrimento ao Detroit baseado em um melhor recorde dentro da conferência (9–3 contra 7–5 do Lions).
- San Francisco classificou-se em segundo na NFC, pois teve melhor campanah dentro da conferência em relação ao Green Bay (8–4 contra 7–5 do Packers).
- Atlanta ficou com o terceiro NFC Wild Card, na frente do Chicago por ter tido um melhor recorde contra adversários em comum (4–2 contra 3–3 do Bears).
- St. Louis passou Carolina and New Orleans na NFC West por causa do desempenho em confrontos diretos (3–1 contra 1–3 do Panthers and 2–2 do Saints).
- Carolina ficou na frente do New Orleans na NFC West devido ao recorde dentro da conferência (4-8 contra 3–9).

## Playoffs
|  | Wild Card | Wild Card    | Wild Card  |               |              | Playoffs de divisão | Playoffs de divisão | Playoffs de divisão |    |  | Finais de conferência | Finais de conferência | Finais de conferência |    |  | Super Bowl XXX | Super Bowl XXX | Super Bowl XXX |
|  |           |              |            |               |              |                     |                     |                     |    |  |                       |                       |                       |    |  |                |                |                |
|  | 6         | Atlanta      | 20         |               |              |                     |                     |                     |    |  |                       |                       |                       |    |  |                |                |                |
|  | 3         | Green Bay    | 37         |               |              |                     |                     |                     |    |  |                       |                       |                       |    |  |                |                |                |
|  | 3         | Green Bay    | 37         |               | 3            | Green Bay           | 27                  |                     |    |  |                       |                       |                       |    |  |                |                |                |
|  |           |              |            |               | 3            | Green Bay           | 27                  |                     |    |  |                       |                       |                       |    |  |                |                |                |
|  |           |              | 2          | San Francisco | 17           |                     |                     |                     |    |  |                       |                       |                       |    |  |                |                |                |
|  |           |              | 2          | San Francisco | 17           |                     |                     |                     |    |  |                       |                       |                       |    |  |                |                |                |
|  |           |              |            |               |              |                     |                     |                     |    |  |                       |                       |                       |    |  |                |                |                |
|  |           |              |            |               |              |                     |                     |                     |    |  |                       |                       |                       |    |  |                |                |                |
|  |           |              |            |               |              |                     | 3                   | Green Bay           | 27 |  |                       |                       |                       |    |  |                |                |                |
|  | NFC       |              |            |               |              |                     | 3                   | Green Bay           | 27 |  |                       |                       |                       |    |  |                |                |                |
|  |           | 1            | Dallas     | 38            |              |                     |                     |                     |    |  |                       |                       |                       |    |  |                |                |                |
|  | 5         | 1            | Dallas     | 38            | Detroit      | 37                  |                     |                     |    |  |                       |                       |                       |    |  |                |                |                |
|  | 5         |              |            |               | Detroit      | 37                  |                     |                     |    |  |                       |                       |                       |    |  |                |                |                |
|  | 4         | Philadelphia | 58         |               |              |                     |                     |                     |    |  |                       |                       |                       |    |  |                |                |                |
|  | 4         | Philadelphia | 58         |               | 4            | Philadelphia        | 11                  |                     |    |  |                       |                       |                       |    |  |                |                |                |
|  |           |              |            |               | 4            | Philadelphia        | 11                  |                     |    |  |                       |                       |                       |    |  |                |                |                |
|  |           |              | 1          | Dallas        | 30           |                     |                     |                     |    |  |                       |                       |                       |    |  |                |                |                |
|  |           |              | 1          | Dallas        | 30           |                     |                     |                     |    |  |                       |                       |                       |    |  |                |                |                |
|  |           |              |            |               |              |                     |                     |                     |    |  |                       |                       |                       |    |  |                |                |                |
|  |           |              |            |               |              |                     |                     |                     |    |  |                       |                       |                       |    |  |                |                |                |
|  |           |              |            |               |              |                     |                     |                     |    |  |                       | N1                    | Dallas                | 27 |  |                |                |                |
|  |           |              |            |               |              |                     |                     |                     |    |  |                       |                       |                       |    |  |                |                |                |
|  |           | A2           | Pittsburgh | 17            |              |                     |                     |                     |    |  |                       |                       |                       |    |  |                |                |                |
|  | 5         | A2           | Pittsburgh | 17            | Indianapolis | 35                  |                     |                     |    |  |                       |                       |                       |    |  |                |                |                |
|  | 5         |              |            |               | Indianapolis | 35                  |                     |                     |    |  |                       |                       |                       |    |  |                |                |                |
|  | 4         | San Diego    | 20         |               |              |                     |                     |                     |    |  |                       |                       |                       |    |  |                |                |                |
|  | 4         | San Diego    | 20         |               | 5            | Indianapolis        | 10                  |                     |    |  |                       |                       |                       |    |  |                |                |                |
|  |           |              |            |               | 5            | Indianapolis        | 10                  |                     |    |  |                       |                       |                       |    |  |                |                |                |
|  |           |              | 1          | Kansas City   | 7            |                     |                     |                     |    |  |                       |                       |                       |    |  |                |                |                |
|  |           |              | 1          | Kansas City   | 7            |                     |                     |                     |    |  |                       |                       |                       |    |  |                |                |                |
|  |           |              |            |               |              |                     |                     |                     |    |  |                       |                       |                       |    |  |                |                |                |
|  |           |              |            |               |              |                     |                     |                     |    |  |                       |                       |                       |    |  |                |                |                |
|  |           |              |            |               |              |                     | 5                   | Indianapolis        | 16 |  |                       |                       |                       |    |  |                |                |                |
|  | AFC       |              |            |               |              |                     | 5                   | Indianapolis        | 16 |  |                       |                       |                       |    |  |                |                |                |
|  |           | 2            | Pittsburgh | 20            |              |                     |                     |                     |    |  |                       |                       |                       |    |  |                |                |                |
|  | 6         | 2            | Pittsburgh | 20            | Miami        | 22                  |                     |                     |    |  |                       |                       |                       |    |  |                |                |                |
|  | 6         |              |            |               | Miami        | 22                  |                     |                     |    |  |                       |                       |                       |    |  |                |                |                |
|  | 3         | Buffalo      | 37         |               |              |                     |                     |                     |    |  |                       |                       |                       |    |  |                |                |                |
|  | 3         | Buffalo      | 37         |               | 3            | Buffalo             | 21                  |                     |    |  |                       |                       |                       |    |  |                |                |                |
|  |           |              |            |               | 3            | Buffalo             | 21                  |                     |    |  |                       |                       |                       |    |  |                |                |                |
|  |           |              | 2          | Pittsburgh    | 40           |                     |                     |                     |    |  |                       |                       |                       |    |  |                |                |                |
|  |           |              | 2          | Pittsburgh    | 40           |                     |                     |                     |    |  |                       |                       |                       |    |  |                |                |                |
|  |           |              |            |               |              |                     |                     |                     |    |  |                       |                       |                       |    |  |                |                |                |

## Lideres em estatíscas

### Coletivas
| Pontos marcados                             | San Francisco 49ers (457)   |
| Total de jardas ganhas                      | Detroit Lions (6,113)       |
| Jardas ganhas por corridas                  | Kansas City Chiefs (2,222)  |
| Jardas ganhas por passes                    | San Francisco 49ers (4,608) |
| Menos pontos sofridos                       | Kansas City Chiefs (241)    |
| Menos jardas concedidas                     | San Francisco 49ers (4,398) |
| Menos jardas ganhas por corridas concedidas | San Francisco 49ers (1,061) |
| Menos jardas ganhas por passe concedidas    | New York Jets (2,740)       |

### Individuais
| Pontos                  | Emmitt Smith, Dallas (150 pontos)                   |
| Touchdowns              | Emmitt Smith, Dallas (25 TDs)                       |
| Mais field goals feitos | Norm Johnson, Pittsburgh (34 FGs)                   |
| Jardas terrestres       | Emmitt Smith, Dallas (1,773 jardas)                 |
| Rating                  | Jim Harbaugh, Indianapolis (100.7 rating)           |
| Passes para touchdowns  | Brett Favre, Green Bay (38 TDs)                     |
| Recepções               | Herman Moore, Detroit (123 recepções)               |
| Jardas recebidas        | Jerry Rice, San Francisco (1,848)                   |
| Retorno de punt         | David Palmer, Minnesota (13.2 jardas de média)      |
| Retorno de Kickoff      | Ron Carpenter, New York Jets (27.7 jardas de média) |
| Interceptações          | Orlando Thomas, Minnesota (9)                       |
| Punt                    | Rick Tuten, Seattle (45.0 jardas de média)          |
| Sacks                   | Bryce Paup, Buffalo (17.5)                          |

## Prêmios
| Most Valuable Player (Jogador Mais Valiosos)                     | Brett Favre, Quarterback, Green Bay        |
| NFL Coach of the Year (Treinador do Ano)                         | Ray Rhodes, Philadelphia                   |
| NFL Offensive Player of the Year (Jogador Ofensivo do Ano)       | Brett Favre, Quarterback, Green Bay        |
| NFL Defensive Player of the Year (Jogador Defensivo do Ano)      | Bryce Paup, Linebacker, Buffalo            |
| NFL Offensive Rookie of the Year (Novato Ofensivo do Ano)        | Curtis Martin, Running Back, New England   |
| NFL Defensive Rookie of the Year Award (Novato Defensivo do Ano) | Hugh Douglas, Defensive End, New York Jets |